# Legio XIX
Legio XIX — римський легіон.

## Історія
Легіони з таким номером існували ще за Римської республіки. За деякими відомостями один з них був у підпорядкуванні Гнея Помпея Великого, інший — під назвою Legio XIX Classica (тобто морський, від створення з числа моряків флоту) — у Марка Антонія. Втім датою його формування вважається 41 рік до н. е., коли Октавіан створив цей легіон задля боротьби за владу у Римі. У середині 30-х років до н. е. цей підрозділ був у складі війська, що воювала проти Секста Помпея. В 31 році до н. е. бився на боці Октавіана у вирішальній битві при Акціумі. Після цього переміщено до провінції Аквітанія, де перебували включно по 14 рік до н. е. У 30 році до н. е. ветерани отримали землі поблизу м. Піза.
У 15 році до н. е. переведено до германських земель, де стояв табором неподалік від сучасного міста Кюссаберг (земля Баден-Вюртемберг, ФРН). Того ж року брав участь у підкорені області Реція, що була перетворена на римську провінцію. Після цього у складі армії Друза Старшого воював проти альпійського племені салассів. У 9 році до н. е. переведено до міста Ара Убіорум (сучасне м. Кельн), а згодом до Новезії (сучасне м. Нейсс) провінції Верхня Германія. З 9 року до н. е. до 5 року н. е. командуванням над римськими легіонами у Германії перебрав Тиберій, майбутній імператор. Legio XVII брав участь у всіх походах останнього з підкорення германських племен від Рейна до Ельби.
5 року розташувався у таборі Алізон (сучасне м. Хальтерн), а 6 року увійшов до складу армії під загальним командуванням Сентія Сатурніна, який планував напасти на державу маркоманів Маробода. Проте у зв'язку з повстанням іллірійців та паннонійців цей похід було скасовано. Слідом за цим легіони Сатурніна очолив Публій Квінтілій Вар. В 9 році разом з іншими легіонами був знищений під час битви у Тевтобурзькому лісі. За наказом імператора Августа в нагадування про це нещастя номер легіону було назавжди видалено з переліку легіонних номерів імперії.